# Johann Georg Bergmüller

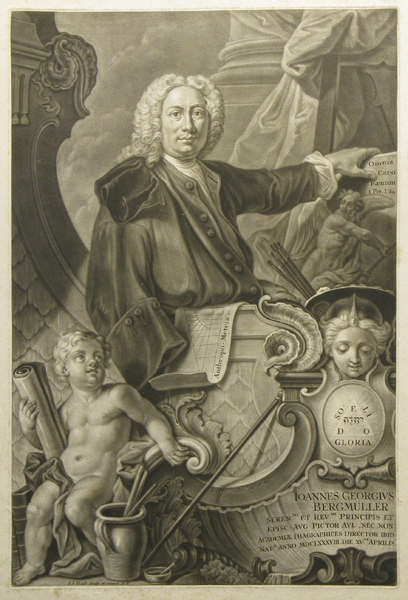
Johann Georg Bergmüller

Johann Georg Bergmüller (* 15. April 1688 in Türkheim; † 30. März 1762 in Augsburg) war ein bedeutender Kunstmaler des Barocks. Er malte vorwiegend in Freskotechnik, aber auch auf Leinwand.

## Leben

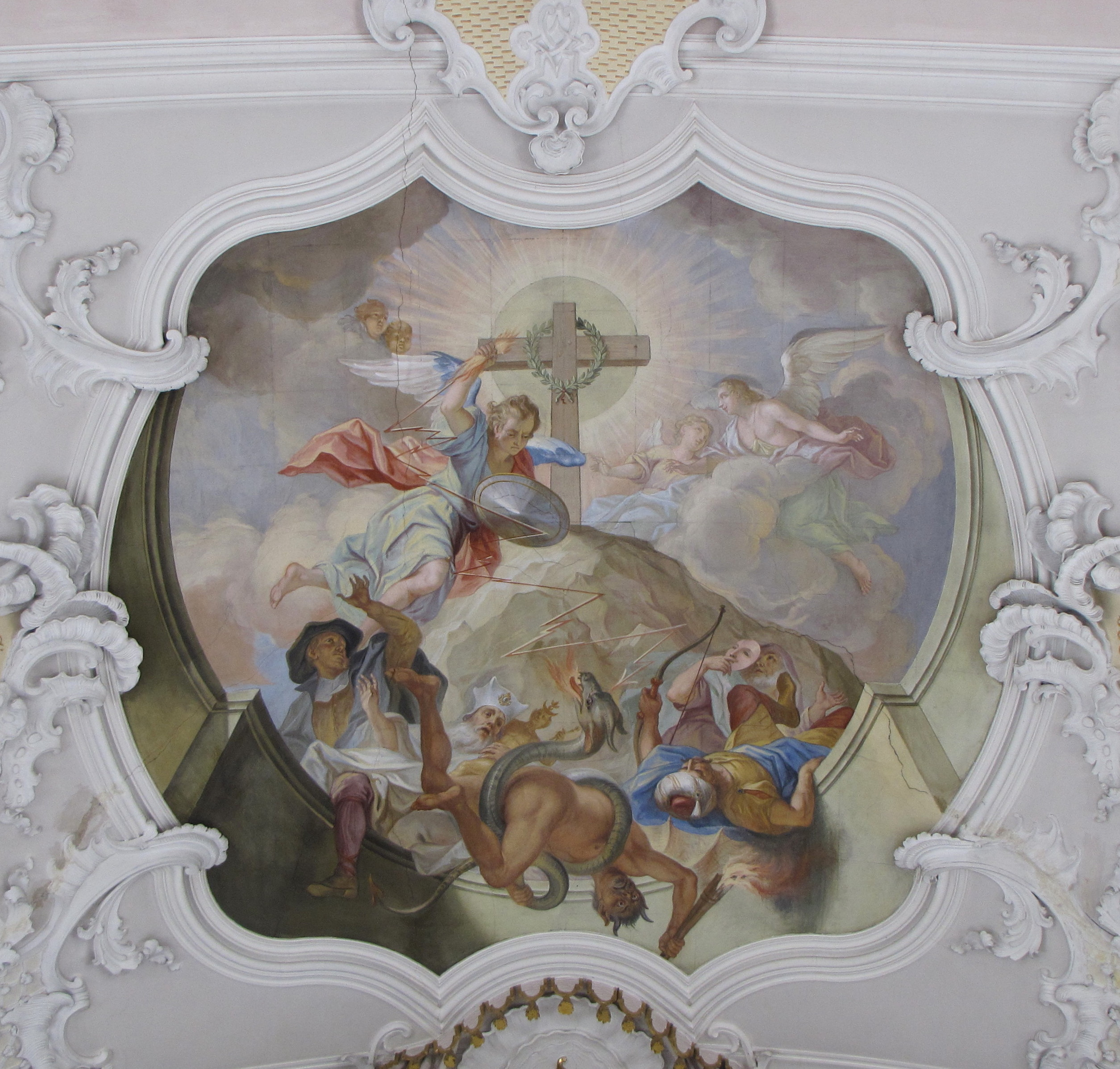
Deckenbild in der Kirche von Fulpmes

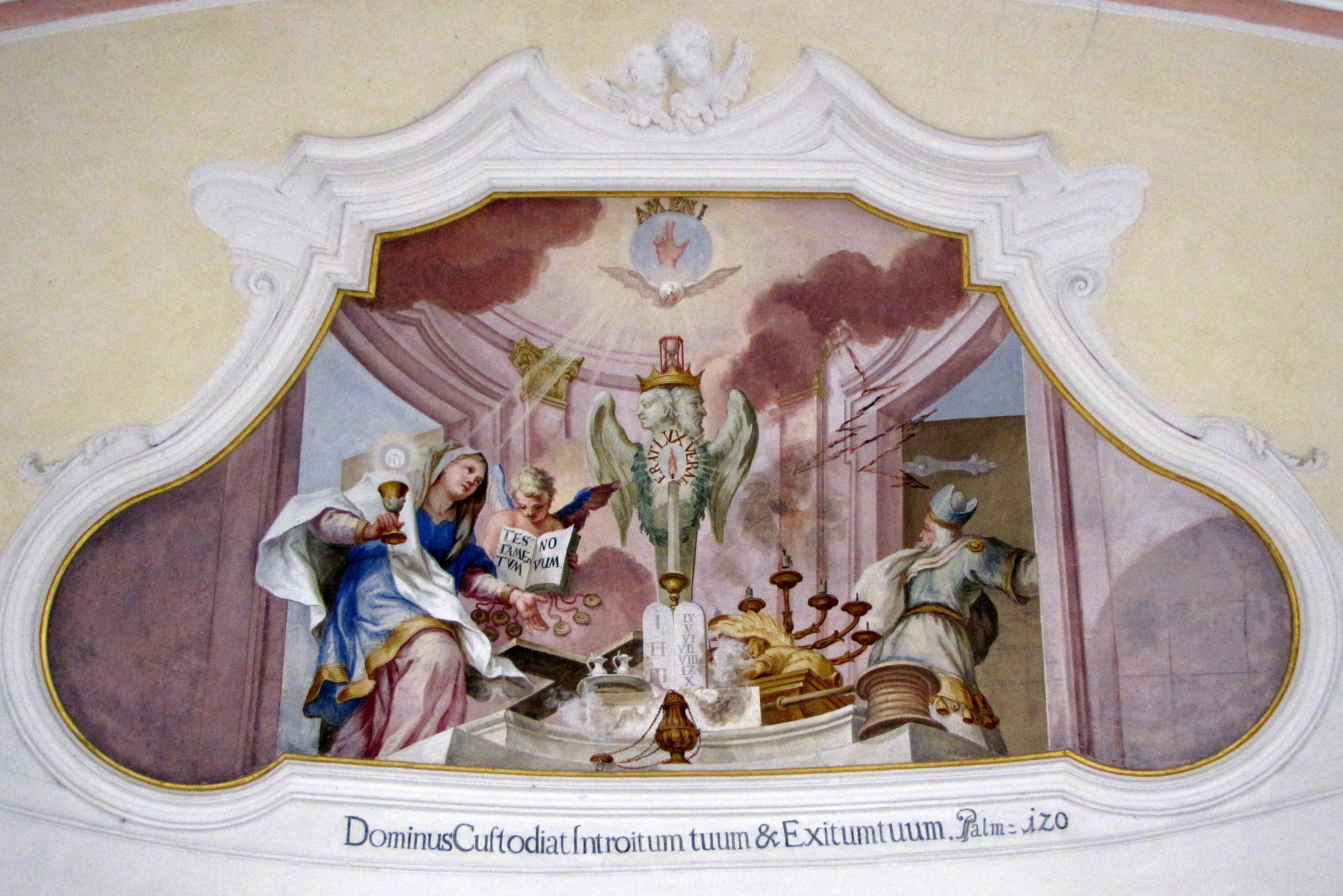
Deckenbild in der Kirche von Ochsenhausen

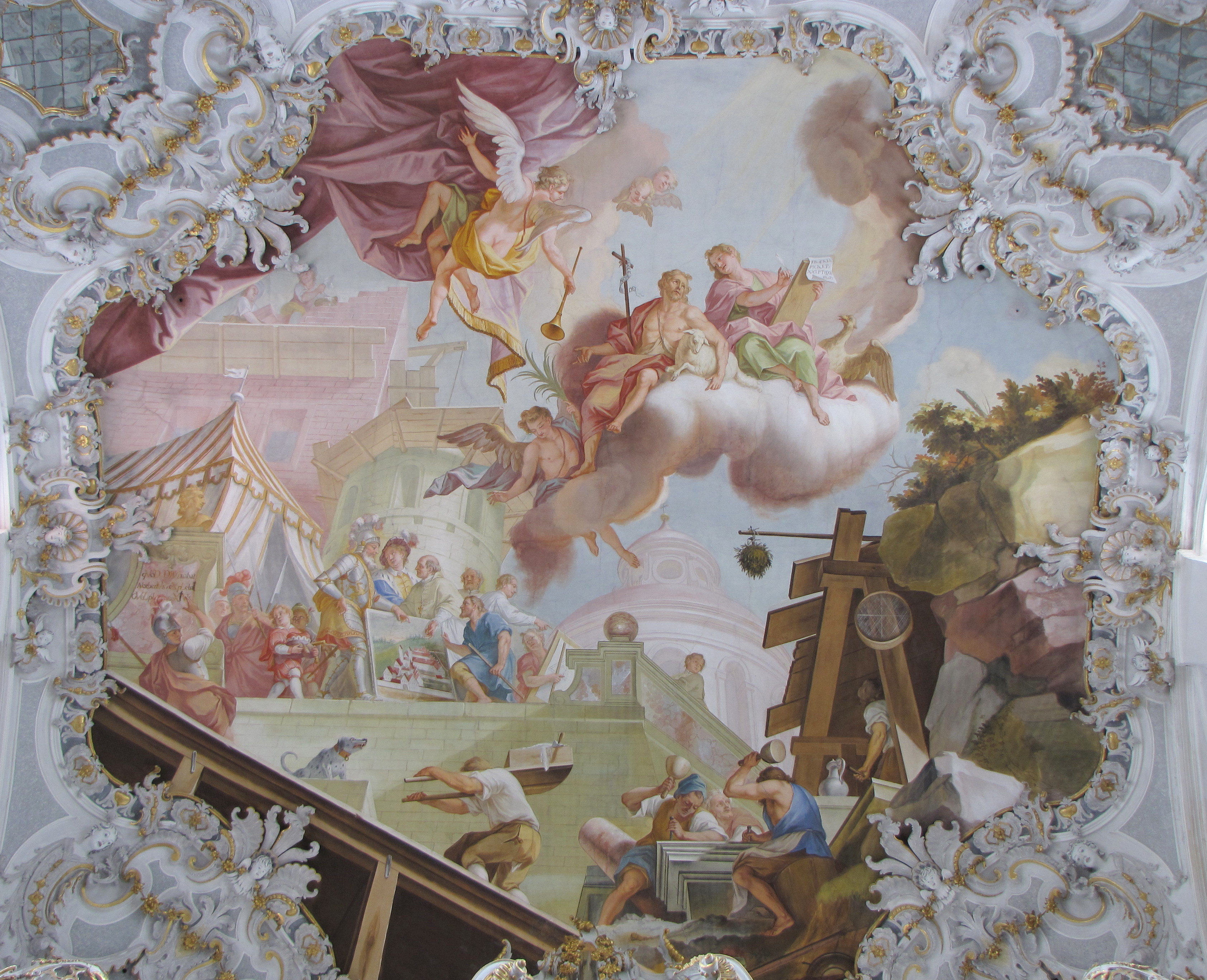
Deckenbild in der Kirche von Steingaden

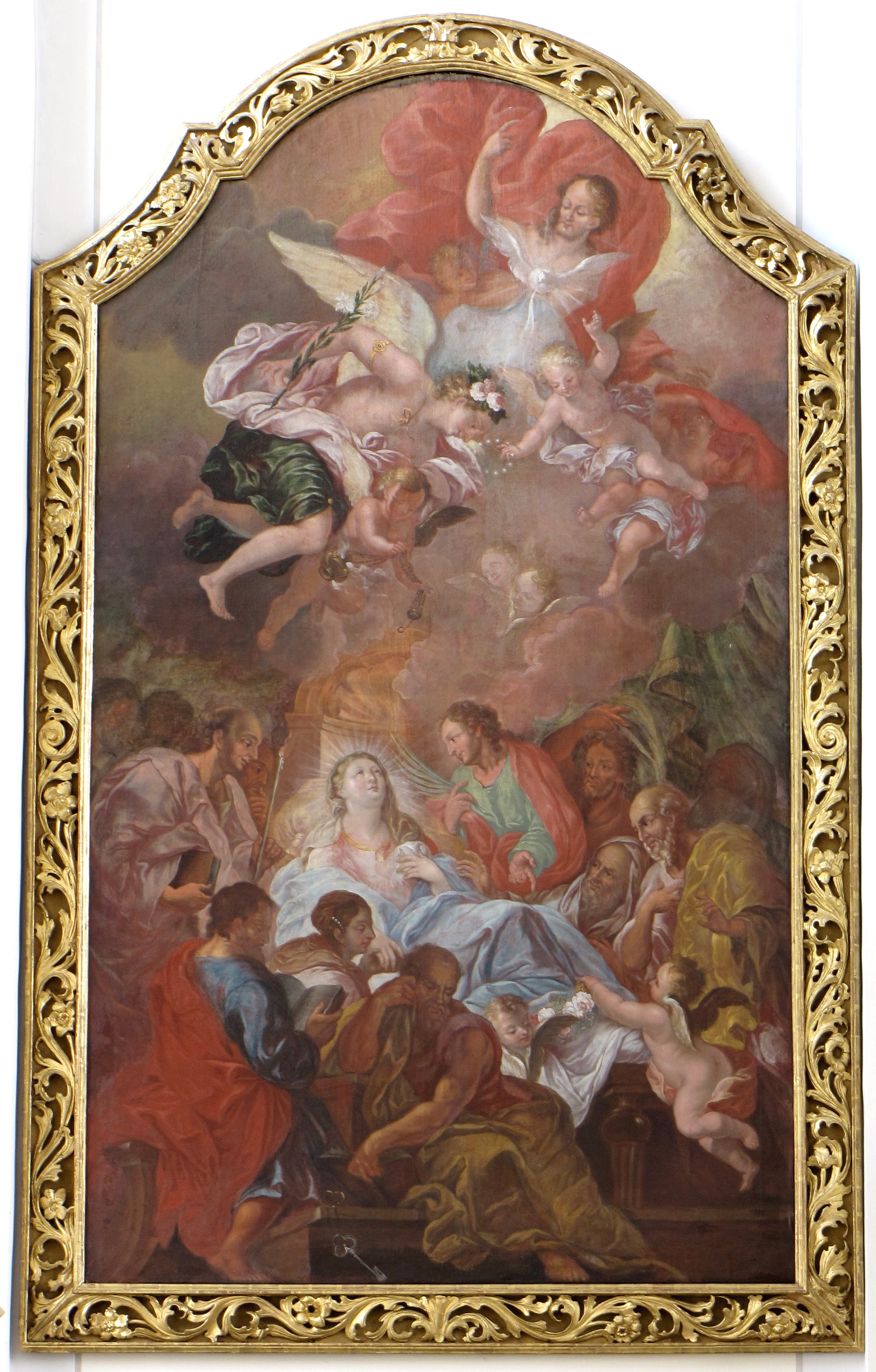
Altarbild in Ummendorf

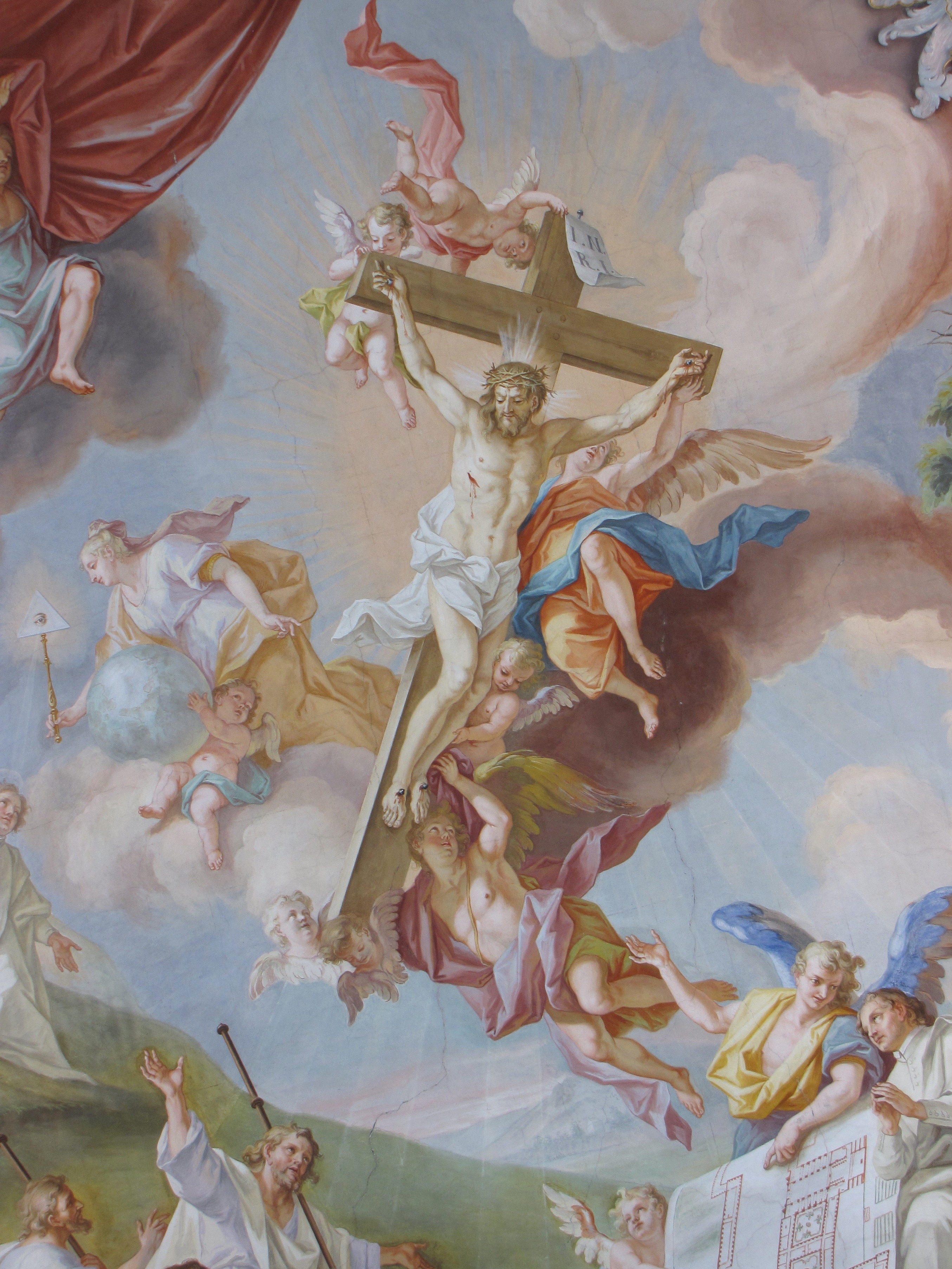
Deckenbild in Steingaden (Detail)

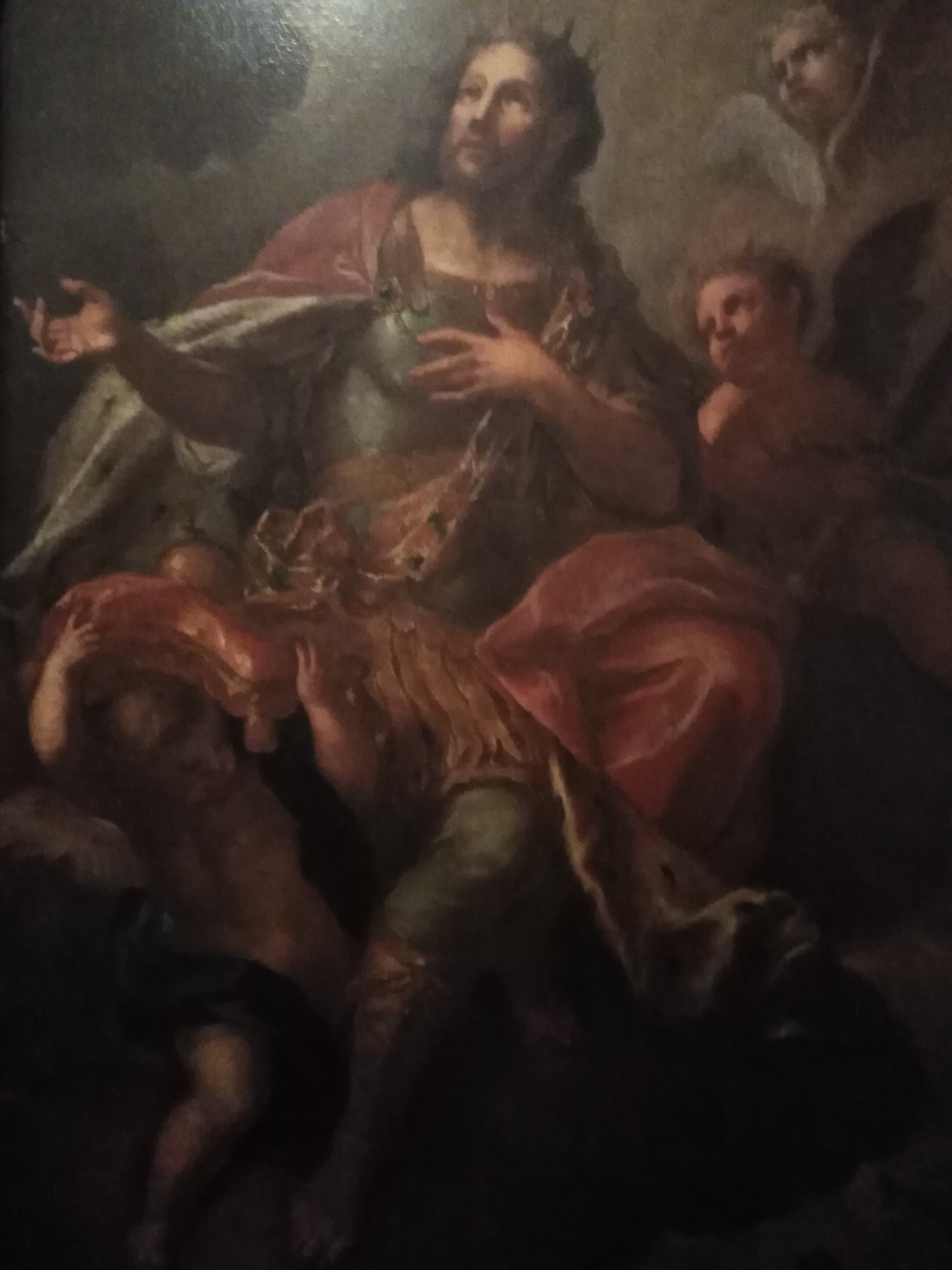
Hochmössingen – Martyrium und Verherrlichung des heiligen Sigismund (1729) – Detail

Johann Georg Bergmüller erhielt eine erste künstlerische Ausbildung in der väterlichen Kunstschreinerwerkstatt in Türkheim. Von 1702 bis 1708 war er bei dem Münchner Hofmaler Johann Andreas Wolff in der Lehre. 1711 unternahm er eine Bildungsreise in die Niederlande. 1713 wurde er Meister und erhielt das Augsburger Bürgerrecht. Dort heiratete er im selben Jahr Barbara Kreutzerin. Von den zehn Kindern wurde Johann Baptist Bergmüller ebenfalls Maler, Freskomaler, Kupferstecher und Kunsttheoretiker.
Johann Georg erwarb rasch Ansehen in Augsburg und schuf dort viele Kunstwerke, wenn auch in Augsburg selbst kaum etwas erhalten geblieben ist. Er war der wichtigste Lehrer der Freskomalerei an der 1710 gegründeten Augsburger Reichsstädtischen Akademie; sein Kompositionsstil und seine Bildmotive wurden zum Vorbild vieler Schüler und Epigonen. 1723 veröffentlichte er ein Lehrbuch mit Kupferstichtafeln über die Proportionen des menschlichen Körpers (Anthropometria ...), 1752 folgte ein ähnliches Werk über die Säulenordnungen (Geometrischer Maßstab ...). 1730 wurde er der katholische Direktor der Akademie; zusammen mit einem evangelischen Direktor stand er ihr bis zu seinem Tod vor.
Seine bekanntesten Schüler waren Johann Georg Wolcker, Gottfried Bernhard Göz, Johann Evangelist Holzer und Johann Baptist Baader.

## Werke
- 1710: Deckenfresken in Kreuzpullach bei München (original erhalten)
- Um 1715: Altarbilder für die Pfarrkirche St. Johannes Evangelist in Ummendorf
- 1721: Freskenzyklus in der Marienkapelle im Augsburger Dom des Eichstätter Hofbaumeisters Gabriel de Gabrieli (1944 fast vollständig zerstört, heute rekonstruiert)
- 1721: Herz-Jesu-Freskenzyklus in Kollegiatstift Unsere Liebe Frau (Eichstätt) (original erhalten); Hochaltarbild (verschollen)
- 1723/1726: Altarbilder für die ehemalige Klosterkirche Heilig Kreuz in Donauwörth
- um 1723: Eichstätt, Kirche St. Peter des Dominikanerklosters, Altarbilder
- um 1724: Altarblatt Christus und Margareta in Mühlhausen im Täle (Lkr. Göppingen)[1]
- 1727/1729: Fresken in der (ehemaligen) Benediktinerabteikirche Ochsenhausen (original erhalten)
- 1728: Eichstätt, Pfarr- und Klosterkirche St. Walburg, Altarbilder
- 1728/1729: Seitenaltarblätter für die ehem. Klosterkirche Mariä Himmelfahrt in Aldersbach
- 1730: Eichstätt, Jesuiten-(Schutzengel)kirche, Altarbild[2]
- 1730: Glaube, Liebe, Hoffnung, Gemälde in der evangelischen Heilig-Kreuz-Kirche in Augsburg
- um 1730: Altarblatt der Klosterkirche Maria Stern in Augsburg
- 1731: Binsdorf, Kirche St. Markus, Altarblatt für den Chor der Dominikaner-Terziarinnen mit Darstellung der Muttergottes, dem heiligen Dominikus, der heiligen Katharina sowie dem Kloster Binsdorf
- um 1735: Pfarrkirche St. Laurentius und Elisabeth in Aulzhausen, Seitenaltarbilder
- 1736: Fresken im Marienmünster Dießen am Ammersee
- 1740/1742: Nach dem Tod von Johann Evangelist Holzer Vollendung von dessen Altarblatt Glorie der heiligen Felizitas für die barocke Klosterkirche Münsterschwarzach
- 1741/1742: Fresken für die Pfarrkirche (ehem. Prämonstratenser-Abteikirche) St. Johannes Baptist (Steingaden)
- 1744: Altarblätter Kreuzigung Christi und Verkündigung für die Klosterkirche Münsterschwarzach
- 1747/1748: Deckenfresken und Kreuzwegstationen in der Pfarrkirche Fulpmes
- 1748: Fresken für die ehem. Karmelitenklosterkirche St. Anna in Augsburg
- 1750: Deckenfresken im Festsaal von Schloss Haimhausen
- 1752: Fresken in der Fürstbischöflichen Residenz in Augsburg
- 1753: Altarblatt des hl. Augustinus im Kreis seiner geistlichen Söhne und Töchter in der Wallfahrtskirche zum hl. Rasso in Grafrath
- 1753: Fresken für die Wallfahrtskirche St. Rasso in Grafrath
- 1760/1761: Altarbilder für die Pfarrkirche St. Martin in Erbach

## Lehrwerke
- Anthropometria, Sive Statura Hominis a Nativitate ad consummatum aetatis incrementum ad dimensionum & proportionum Regulas discriminata: Oder: Statur des Menschen, Von der Geburt an, nach seinem Wachsthum und verschiedenen Alter, Augsburg 1723 (Digitalisat)
- Geometrischer Masstab der wesentlichen Abtheilung und Verhältnisse der Säulen-ordnungen, aus dem Quadrate der Dorischen Säulen-ordnung für alle übrigen Ordnungen nach Pythagorischer Lehrart hergeleitet, (...), Augsburg 1752 (Digitalisat)